# Anfibia
Anfibia (Amphibia, titolo originale utilizzato anche in italiano su Disney+) è una serie animata statunitense creata da Matt Braly ed è prodotta dalla Disney Television Animation. La serie è andata in onda negli Stati Uniti dal 17 giugno 2019 e in Italia dal 28 settembre seguente, entrambi trasmessi su Disney Channel. Il 15 maggio 2019, un mese prima del debutto, la serie è stata rinnovata per una seconda stagione ed il 23 giugno 2020, un mese prima della seconda, è stata rinnovata per una terza, la quale sarebbe stata l'ultima.

## Trama
Anne Boonchuy è un'impavida ragazza thailandese-americana di tredici anni la quale, dopo aver rubato un misterioso carillon il giorno del suo compleanno, viene magicamente teletrasportata assieme alle sue migliori amiche Sasha e Marcy nel fantastico mondo di Anfibia, un'isola paludosa e tropicale a forma di ninfea abitata da creature anfibie antropomorfe e altri strani quanto pericolosi animali. Lì Anne fa amicizia con la famiglia Plantar, una famiglia di rane che abita nel paesino di Wartwood composta dal giovane Sprig, l'iperattivo girino Polly e loro nonno Hop Pop. Passando il tempo nel nuovo mondo, Anne cresce e impara cosa vuol dire essere un eroe e cos'è la vera amicizia, cercando nel frattempo le sue amiche ed un modo per tornare a casa. Sasha si allea con il Capitano Grime, leader dei rospi guerrieri di Torre Rospa, che ambiscono al controllo dei regni.
Nella seconda stagione, Anne e i Plantar partono alla volta della capitale di Anfibia, Newtopia, per trovare il modo di rimandare a casa Anne. A Newtopia, Anne si ricongiunge con Marcy, la quale li aiuta a ripristinare i poteri del carillon magico mediante la risoluzione di enigmi all'interno di antichi templi sparsi per il regno, ignari che re Andrias, sovrano di Newtopia, segretamente voglia quel potere per sé. Al contempo, Sasha e Grime architettano di invadere Newtopia e rovesciare Andrias.
La terza stagione, seguitando dal finale della seconda, ruota attorno ad Anne, la quale è tornata a Los Angeles con i Plantar; la famiglia di rane deve adattarsi e camuffarsi al mondo terrestre, mentre cercano con Anne un modo per tornare ad Anfibia. Ad Anfibia intanto, Sasha e Grime guidano la gente di Wartwood nella resistenza contro Andrias.

## Episodi
La maggior parte degli episodi della serie è composta di due segmenti: la prima e la seconda sono infatti composte rispettivamente di 39 e 36 segmenti, a fronte dei 20 episodi totali di entrambe.
| Stagione         | Episodi | Prima TV USA | Prima TV/distribuzione Italia |
| ---------------- | ------- | ------------ | ----------------------------- |
| Prima stagione   | 20      | 2019         | 2019-2020                     |
| Seconda stagione | 20      | 2020-2021    | 2021                          |
| Terza stagione   | 18      | 2021-2022    | 2022-2023                     |

## Personaggi
- Anne Boonchuy (stagioni 1-3): doppiata in originale da Brenda Song e in italiano da Elena Perino.
- Sprig Plantar (stagioni 1-3): doppiato in originale da Justin Felbinger e in italiano da Riccardo Suarez.
- Polly Plantar (stagioni 1-3): doppiata in originale da Amanda Leighton e in italiano da Giulia Franceschetti.
- Hopediah "Hop-Pop" Plantar (stagioni 1-3): doppiato in originale da Bill Farmer e in italiano da Carlo Reali (st. 1) e da Luca Dal Fabbro (st. 2-3).
- Sasha Waybright (stagioni 2-3; ricorrente stagione 1): doppiata in originale da Anna Akana e in italiano da Joy Saltarelli.
- Marcy Wu (stagioni 2-3; ospite stagione 1): doppiata in originale da Haley Tju e in italiano da Emanuela Ionica.
- Capitano Grime (stagioni 2-3; ricorrente stagione 1): doppiato in originale da Troy Baker e in italiano da Roberto Draghetti (st. 1) e Pasquale Anselmo (st. 2-3)
- Re Andrias Leviathan (stagione 3; ricorrente stagione 2): doppiato in originale da Keith David e in italiano da Simone Mori e Alessandro Ballico (ep. 2x06).
- Nucleo / Re Aldrich (stagione 3; ospite stagione 2): doppiato in originale da William Houston (come re Aldrich) e da Haley Tju (come Darcy) e in italiano da Edoardo Siravo (come re Aldrich) e da Emanuela Ionica (come Darcy).

## Produzione
Il 19 febbraio 2018, Anfibia ha ricevuto il via libera da Disney Channel insieme a The Owl House con un ordine di 20 episodi. La serie è stata creata e prodotta da Matt Braly, che ha lavorato come storyboard artist e regista di Gravity Falls e I Greens in città . Secondo il suo account Twitter, ha lavorato alla serie per quasi due anni prima di ottenere la realizzazione dell'opera, anche se aveva iniziato a progettare la storia poco prima della conclusione di Gravity Falls. Braly ha sviluppato la serie con i prototipi dei protagonisti all'inizio del 2015.
Il 15 maggio 2019, Disney Channel ha rinnovato Anfibia per una seconda stagione di 20 episodi prima della sua première.
Il 23 giugno 2020, lo show è stato rinnovato per una terza stagione di 18 episodi prima della première della seconda stagione. In un Reddit AMA, Braly si è riferito ad Anfibia come una "storia in tre atti", uno per stagione.  Ha inoltre chiarito nell'AMA di aver "strutturato la storia per 3 [stagioni] attualmente", implicando che la terza stagione sarebbe servita come finale. Successivamente, il 16 marzo 2022, l'artista dello storyboard Alex Swanson ha confermato su Twitter che la terza stagione sarebbe stata l'ultima.

### Sceneggiatura
La serie è in parte basata sui viaggi d'infanzia di Braly a Bangkok; il tono è stato ispirato dai film della Aardman Animations e dello Studio Ghibli, mentre il suo formato narrativo è ripreso da quello di delle serie Gravity Falls (su cui Braly aveva lavorato in precedenza) e Steven Universe. Altre ispirazioni per la serie menzionate da Braly sono videogiochi come The Legend of Zelda e Chrono Trigger e serie della sua infanzia come Batman e Gargoyles. Nello specifico, Gargoyles ha ispirato l'arco narrativo principale di Anfibia. Braly ha citato anche Pepper Ann (su cui si è basato per i temi e il design dei personaggi di Anfibia) e Dragon Ball Z come riferimenti, accennando a quando, da bambino, visionò i due spettacoli di seguito.
Braly ha affermato di aver realizzato la serie perché desiderava uno show in cui il personaggio principale avesse un arco narrativo gratificante come quello di Pacifica Northwest di Gravity Falls. Anne è la prima protagonista di una serie animata a essere thailandese-americana; Braly, che appartiene a tale cultura, ha voluto darle una rappresentazione quanto più accurata possibile (soprattutto nella terza stagione), così che i bambini thailandesi-americani potessero sentirsi rappresentati.
Durante lo sviluppo della storia, il personaggio di Sprig ha subito diverse modifiche per decidere quanti anni dovesse avere, finché si decise di renderlo una sorta di fratello minore per Anne. Originariamente Anne, Sasha e Marcy avrebbero dovuto avere quindici anni, in quanto si era pensato di dare alla serie un'atmosfera "liceale", ma l'età venne ridotta a tredici per adattarsi al target demografico della serie; per questo motivo, le tre ragazze spesso compiono attività più da studenti delle superiori, come guidare e avere lavori part-time.
Si è deciso di ambientare la serie in un mondo popolato da anfibi, con particolare focus sulle rane, per simboleggiare il tema del cambiamento, fulcro dello spettacolo. Braly ha implementato nella storia tematiche mature come classismo e ambientalismo, mostrando Anne interagire con anfibi di vari background sociali e imparare "ad apprezzare il mondo naturale che la circonda".
Tre dei quattro sceneggiatori della serie erano donne, essendo la protagonista una ragazza adolescente. Agli artisti dello storyboard era consentito proporre le loro idee per un episodio, pratica assimilata da Braly durante il suo periodo di lavorazione a Gravity Falls. Il creatore voleva presentare sequenze intense ma comunque adatte a tutte le età, verificando di persona che le scene non fossero eccessivamente spaventose per i bambini.

### Doppiaggio
Per il ruolo di Anne sono state prese in considerazioni oltre cinquanta doppiatrici, tra cui Anna Akana e Haley Tju, scelte successivamente come voci di Sasha e Marcy; alla fine, la parte è andata a Brenda Song. Quest'ultima ha improvvisato diverse battute, così come Alex Hirsch (creatore di Gravity Falls), che doppia una parodia del suo personaggio di Gravity Falls, Stan Pines, in un episodio della seconda stagione. A detta di Braly, diversi personaggi sono stati scritti con in mente una voce specifica, come Keith David per Re Andrias.
La serie ha avuto diverse special guest nel corso delle stagioni; Matt Vogel ha fatto un'apparizione speciale nella seconda stagione, venendo accreditato come il suo personaggio, Kermit la Rana, che ha anche contribuito a pubblicizzare la serie in alcuni spot. Anika Noni Rose, nota per aver dato voce alla principessa Tiana, doppia il personaggio ricorrente della dottoressa Jan nella terza stagione.
Durante la pandemia di COVID-19, i membri del cast hanno dovuto registrare le loro battute da remoto dalle proprie abitazioni, per poi inviarle agli editor della serie.

### Animazioni
Rough Draft Korea, Sunmin Image Pictures e Saerom hanno contribuito all'animazione della serie. Braly li ha scelti appositamente perché lavoravano ancora con l'animazione disegnata a mano, uno stile che Braly prediligeva per il proprio show. Gli animatori impiegano dai tre ai quattro mesi a lavorare sulla pre-produzione, e un episodio richiedeva circa nove mesi per essere completato. Anche quaranta membri dello staff dei Walt Disney Studios di Burbank, in California, hanno lavorato alla serie.
James Turner, un illustratore britannico noto soprattutto per il suo lavoro sulla serie di giochi Pokémon, ha fornito illustrazioni durante le fasi iniziali del progetto. Le immagini della serie sono state ispirate dal film del 1982 di Jim Henson Dark Crystal, dall'adattamento animato del 1977 de Lo Hobbit e da paesaggi naturali. Secondo Braly, lo storyboard per un episodio iniziava al termine della sceneggiatura. Nonostante sia Anne che Marcy abbiano origini asiatiche, Braly ha spiegato che i loro design sono molto diversi per non limitare la creatività dei produttori e per non rendere caricaturali i personaggi asiatici.
Entro il 24 marzo 2020, la Disney Television Animation è stata chiusa per la pandemia di COVID-19 e il lavoro sulla serie è continuato da remoto. A quel punto, i produttori avevano iniziato a realizzare lo storyboard del finale della seconda stagione, mentre altri episodi erano stati completati solo parzialmente.

## Accoglienza

### Critica
La serie ha ricevuto recensioni molto positive, con elogi riservati ai personaggi, le animazioni, il doppiaggio, l'umorismo e il peso emotivo. Il finale ha ottenuto il plauso universale ed è stato considerato una conclusione epica, perfetta e dolceamara dei temi di formazione maturi e degli archi narrativi dei personaggi della serie.

### Riconoscimenti
| Anno | Premio                             | Categoria                                           | Candidato                                                                                                  | Risultato       | Riferimenti |
| ---- | ---------------------------------- | --------------------------------------------------- | --- | --------------- | ----------- |
| 2021 | Annie Awards                       | Miglior Character Design                            | Joe Sparrow (Per l'episodio La chiusa!)                                                                    | Vincitore/trice | [ 43 ]      |
| 2021 | Daytime Emmy Awards                | Miglior programma animato per bambini               | Anfibia | Candidato/a     | [ 44 ]      |
| 2022 | Annie Awards                       | Miglior programma televisivo per bambini            | La vera natura                                                                                             | Candidato/a     | [ 45 ]      |
| 2022 | Annie Awards                       | Miglior regia in un programma televisivo            | Kyler Spears e Jenn Strickland (per La vera natura)                                                        | Candidato/a     | [ 45 ]      |
| 2022 | Annie Awards                       | Miglior editing in un programma televisivo          | Jennifer Calbi, Julie Anne Lau, Andrew Sorcini, David Vasquez e Yoonah Yim (per La vera natura)            | Candidato/a     | [ 45 ]      |
| 2022 | GLAAD Media Awards                 | Miglior programma per bambini e famiglie            | Anfibia | Candidato/a     | [ 46 ]      |
| 2022 | Emmy Awards per bambini e famiglie | Miglior sceneggiatura per un programma animato      | Anfibia | Candidato/a     | [ 47 ]      |
| 2022 | Emmy Awards per bambini e famiglie | Miglior doppiaggio in una serie animata             | Eden Riegel                                                                                                | Candidato/a     | [ 47 ]      |
| 2023 | Annie Awards                       | Miglior Character Design in un programma televisivo | Joe Sparrow (Per l'episodio La scelta più difficile)                                                       | Candidato/a     |             |
| 2023 | Annie Awards                       | Miglior editing in un programma televisivo          | Andrew Sorcini, Yoonah Yim, Jennifer Calbi, Julie Anne Lau e Louis Russell (per l'episodio Fino alla fine) | Candidato/a     | [ 48 ]      |
| 2023 | GLAAD Media Awards                 | Miglior programma animato per bambini e famiglie    | Anfibia | Candidato/a     | [ 49 ]      |